# Mektoube
Pour l’article ayant un titre homophone, voir Mektoub.
Mektoube est un site de rencontre pour les musulmans et pour les admirateurs de la culture islamique créé en 2006 et géré par la société LT Services dont  le siège social est basé à Levallois-Perret  dans les Hauts-de-Seine . Le site marche par abonnement payant. 

## Historique
Mektoube est un site internet de rencontre amoureuse et amicale  à destination des maghrébins  et des amoureux de la culture arabe créé par deux entrepreneurs français Laouari Medjebeur et Thomas Nomaksteinsky en avril 2006.  

## Concept
Mektoube se donne pour mission de mettre en contact en ligne des célibataires, en vue d’une rencontre réelle et dans l’optique d’un mariage.  

## Communauté
Le site s’adresse principalement aux célibataires maghrébins et d’origine maghrébine et à tous ceux qui aiment les cultures du Maghreb.

## International
Le site rassemble essentiellement des membres vivant en France, en Belgique, en Suisse et dans les pays du Maghreb. L’interface du site est disponible en deux langues : le français et l’anglais.